# 熱望 (馬)
熱望（日语：レッドルゼル），是日本純種競賽馬匹。生涯主要活躍於泥地短途賽事，曾於2021年勝出日本育馬場盃短途賽，亦於2023年二月錦標跑獲亞軍。

## 出賽前
2016年8月9日出生於北海道千歲市社台牧場，成長途中於一口馬主俱樂部Tokyo Race Horse Co. Ltd.進行馬主募集。
其後交由栗東訓練中心練馬師安田隆行訓練。

## 競賽生涯

### 2歲
2018年9月17日出戰阪神競馬場2歲新馬戰，雖然比賽途中一直保持於第二的位置，但最終仍然被Nihonpiro Henson及瞬息萬變超越以第三完賽。
其後出戰2歲未勝利戰，採取領放戰術下於比賽中越放越順，甚至於進入直路後仍然有餘力繼續加速轟出全場最快末腳，最終拉開第二名1.9秒的大差優勢奪得首勝。

### 3歲
2019年出戰五場賽事，除4月的端午錦標為公開賽外其他均為條件戰或捷馬戰，最終獲得兩冠兩亞的不俗戰績。

### 4歲
2020年於首戰門松錦標取得第二後，於橿原錦標及珊瑚錦標成功達成連勝，6月出戰天部山錦標亦能維持優秀表現以第二完賽。
7月12日出戰子犬座錦標，為其首次出戰分級賽。比賽開始後，其於第四、五的位置展開推進，雖然進入直路後嘗試加速衝出，但逐漸力弱之下被其他馬匹追上，最終以第八落敗。
歷經近3個月的休養後於室町錦標復出，本次比賽採用後上戰術下一直於後方等待時機，進入直路後於外檔一舉衝出超越所有對手，最終成功獲得冠軍。
12月13日出戰亮星錦標，比賽初段繼續以後上戰術保持於第十左右的位置，然而本次比賽其於直路衝刺時未能超越一早經已領先的Justin，最終以頸位落敗憾負。

### 5歲
2021年以根岸錦標作為首戰，賽前獲得第一人氣。比賽開始後，其繼續保持於中團靠後位置穩步推進，於比賽前半段未有太大動作。進入直路後，其於外檔位置逐步加速並於中後段取得領先，及後亦能繼續保持優勢抵擋大外檔後上的Wonder Lider，以頭位險勝對手取得首個分級賽冠軍。
其後乘勢挑戰一級賽二月錦標，是次比賽其繼續使用居中戰術並於直路逐步加速殺上前方位置，可惜未能縮窄和前置馬法老茶座及Wonder Lider之間的距離，亦未能壓制一同衝出的天域龍馬，最終以第四完賽。
完成二月錦標後陣營安排其遠征阿聯酋，以杜拜世界盃賽馬日中的短途賽事杜拜金莎軒錦標為目標。比賽開始後，保持於對自身有利的中團位置逐步推進，於直路由中檔位置逐步衝出並迫近前方並開始佔據優勢，但最終仍然未能追上一直領放的第十三人氣大伏兵前達，以被拋離3 1/4馬位差距獲得亞軍。
回國休養更半年後於東京盃復出，雖然跑出不俗的末腳速度，但最終仍然不敵Success Energy及龍野雪驥以第三落敗。
11月3日出戰日本育馬場盃短途賽，賽前因泥地短途賽事的實績壓贏Success Energy及龍野雪驥取得第一人氣。比賽開始後，其選擇無視前方魔族閃焰的領放，保持自身節奏於第六左右的位置逐步推進，但通過第三彎道時開始加速。進入直路後，其經已進佔前方有利位置，此時騎師川田將雅開始指揮其加速衝刺，最終反應春速轟出後600米35.2米末腳速度下成功阻止後上馬Sunrise Nova的追擊，以3馬位優勢贏得首個一級賽冠軍之餘亦以1分24.6秒打破金澤競馬場泥地1400米賽道記錄。

### 6歲
2022年以二月錦標作為年度首戰，然而選擇居中戰術下於直路未能順利加速，最終以第六落敗。
其後再度遠征阿聯酋出戰杜拜金莎軒錦標，比賽初段選擇留後並一直保持於最後方位置，通過彎道時候才逐步抽出外檔望空。進入直路後，其於外檔以凌厲的姿態衝出並超越前方不少對手，但於仍然未能對放頭的歐陸陽台造成威脅，最終第二度於此賽事取得亞軍。
回過後再度選擇長休，並於延續上年度的東京盃戰線。比賽開始後，其保持於後方位置維持穩定的姿態，進入直路後於內檔不斷衝刺之下逐漸超越盈寶極光及竹園南帝等先行馬，最終以1馬位優勢獲勝。
11月出戰日本育馬場盃短途賽並以連霸作為目標，可惜於比賽途中留得太后而未能以末腳速度挽回局勢，最終敗於舞林驕子、龍野雪驥及太陽神輝取得第四。

### 7歲
2023年繼續出戰二月錦標，本次比賽選擇後置下一直維持緩慢的速度，直至進入直路後才不斷加速並轟出後600米35.7秒的末腳速度，可惜仍然未能扭轉局面，最終以1 1/2馬位敗於一早經已衝出的清爽口味取得亞軍。
3月25日第三度遠征阿聯酋杜拜金莎軒錦標，可惜未能延續上兩年的優秀表現，最終僅跑獲第六的戰績。
回國後和以往一樣進入休養狀態，但本年度改變戰線以11月的武藏野錦標作為起動戰。比賽開始後，其以逐步由所在的第12檔移入內欄位置，並一直保持於中團靠後等待時機。進入直路後，其隨即以凌厲的姿態突破，但最終仍然敗於Dry Stout及Tagano Beauty以第三完賽。

### 8歲
2024年，年滿8歲的熱望首戰繼續為二月錦標，本次比賽選擇留後下雖然於直路上一度受惠於快步速得以衝前，但最終走勢不及諸如尼羅長流及地神力等賽駒下以第六完賽。
然而賽後其被發現右前腳出現步伐異常兼有發熱及疼痛跡象，返回栗東訓練中心檢查後確認為韌帶炎，最終經陣營商討後決定安排其退役。

### 詳細賽績
| 日期       | 馬場 | 舉辦國家 | 距離   | 級別  | 賽事名稱           | 負重 | 騎師     | 馬號 | 出馬 | 名次 | 時間     | 頭馬（二馬）       |
| ---------- | ---- | -------- | ------ | ----- | ------------------ | ---- | -------- | ---- | ---- | ---- | -------- | ------------------ |
| 17/9/2018  | 阪神 | 日本     | 草1400 |       | 2歲新馬            | 54   | 北村友一 | 6    | 11   | 3    | 1:22.4   | Nihonpiro Henson   |
| 17/11/2018 | 京都 | 日本     | 泥1400 |       | 2歲未勝利          | 55   | 北村友一 | 4    | 16   | 1    | 1:25.0   | （Peace Prayer）   |
| 26/1/2019  | 中京 | 日本     | 泥1400 |       | 繁縷賞             | 56   | 北村友一 | 7    | 16   | 2    | 1:25.1   | Keiai Turquoise    |
| 7/4/2019   | 阪神 | 日本     | 泥1400 |       | 3歲500萬獎金以下   | 56   | 北村友一 | 11   | 16   | 1    | 1:25.3   | （馭風天駒）       |
| 28/4/2019  | 京都 | 日本     | 泥1400 | OP    | 端午錦標           | 56   | 北村友一 | 8    | 15   | 7    | 1:24.7   | Vanilla Ice        |
| 21/10/2019 | 東京 | 日本     | 泥1300 |       | 三峰山特別         | 55   | 北村友一 | 10   | 16   | 1    | 1:17.2   | （Orion Patch）    |
| 23/11/2019 | 東京 | 日本     | 泥1400 |       | 銀嶺錦標           | 55   | 北村友一 | 1    | 16   | 2    | 1:22.9   | Bullbear Iride     |
| 5/1/2020   | 京都 | 日本     | 泥1200 |       | 門松錦標           | 56   | 北村友一 | 3    | 16   | 2    | 1:10.1   | Justin             |
| 9/2/2020   | 京都 | 日本     | 泥1200 |       | 橿原錦標           | 57   | 川田將雅 | 14   | 16   | 1    | 1:10.9   | （青金石）         |
| 4/4/2020   | 阪神 | 日本     | 泥1400 | L     | 珊瑚錦標           | 55   | 川田將雅 | 5    | 16   | 1    | 1:22.5   | （Success Energy） |
| 13/6/2020  | 阪神 | 日本     | 泥1400 | OP    | 天保山錦標         | 57   | 北村友一 | 12   | 14   | 2    | 1:22.4   | Savvy              |
| 12/7/2020  | 阪神 | 日本     | 泥1400 | GIII  | 子犬座錦標         | 56   | 川田將雅 | 5    | 16   | 8    | 1:22.7   | Sunrise Nova       |
| 24/10/2020 | 京都 | 日本     | 泥1200 | OP    | 室町錦標           | 56   | 川田將雅 | 2    | 16   | 1    | 1:09.4   | （龍野雪驥）       |
| 13/12/2020 | 中山 | 日本     | 泥1200 | GIII  | 亮星錦標           | 56   | 川田將雅 | 12   | 16   | 2    | 1:09.8   | Justin             |
| 31/1/2021  | 東京 | 日本     | 泥1400 | GIII  | 根岸錦標           | 56   | 川田將雅 | 3    | 16   | 1    | 1:22.3   | （Wonder Lider）   |
| 21/2/2021  | 東京 | 日本     | 泥1600 | GI    | 二月錦標           | 57   | 川田將雅 | 16   | 16   | 4    | 1:34.9   | 法老茶座           |
| 27/3/2021  | 美丹 | 阿聯酋   | 泥1200 | GI    | 杜拜金莎軒錦標     | 57   | 莫雅     | 10   | 13   | 2    | 紀錄缺失 | 前達               |
| 6/10/2021  | 大井 | 日本     | 泥1200 | JpnII | 東京盃             | 56   | 川田將雅 | 1    | 13   | 3    | 1:10.4   | Success Energy     |
| 3/11/2021  | 金澤 | 日本     | 泥1400 | JpnI  | 日本育馬場盃短途賽 | 57   | 川田將雅 | 12   | 12   | 1    | 1:24.6   | （Sunrise Nova）   |
| 20/2/2022  | 東京 | 日本     | 泥1600 | GI    | 二月錦標           | 57   | 川田將雅 | 5    | 16   | 6    | 1:34.6   | 法老茶座           |
| 26/3/2022  | 美丹 | 阿聯酋   | 泥1200 | GI    | 杜拜金莎軒錦標     | 57   | 川田將雅 | 10   | 13   | 2    | 紀錄缺失 | 歐陸陽台           |
| 5/10/2022  | 大井 | 日本     | 泥1200 | JpnII | 東京盃             | 58   | 川田將雅 | 8    | 8    | 1    | 1:10.6   | （竹園南帝）       |
| 3/11/2022  | 盛岡 | 日本     | 泥1200 | JpnI  | 日本育馬場盃短途賽 | 57   | 川田將雅 | 1    | 14   | 4    | 1:09.8   | 武林驕子           |
| 29/2/2023  | 東京 | 日本     | 泥1600 | GI    | 二月錦標           | 58   | 川田將雅 | 15   | 16   | 2    | 1:35.8   | 清爽口味           |
| 25/3/2023  | 美丹 | 阿聯酋   | 泥1200 | GI    | 杜拜金莎軒錦標     | 57   | 川田將雅 | 7    | 14   | 6    | 1:11.22  | 交響大師           |
| 11/11/2023 | 東京 | 日本     | 泥1600 | GIII  | 武藏野錦標         | 58   | 横山典弘 | 12   | 16   | 3    | 1:35.8   | Dry Stout          |
| 18/2/2024  | 東京 | 日本     | 泥1600 | GI    | 二月錦標           | 58   | 北村友一 | 13   | 16   | 6    | 1:36.5   | 尼羅長流           |

## 退役後
退役後，熱望成為了配種馬，於北海道浦河町East Stud休養，將於2024年進行配種，首批子嗣於2025年出生。首批子嗣可於2027年出賽。

## 血統簡介
父系龍王爲日本賽駒，生涯稱霸短途賽事，包括做出連霸短途馬錦標及香港短途錦標等壯舉，被稱爲日本近代最強短途馬。祖父夏威夷王亦爲日本賽駒，生涯戰績極爲優秀，僅得一戰未能獲勝，曾勝出一級賽NHK一哩賽及東京優駿（日本打吡），爲日本史上首匹贏得變則二冠的賽駒。
母系French Noir爲日本賽駒，生涯戰績不解僅勝出條件戰級別的賽事。外祖父French Deputy爲美國賽駒，生涯戰績不俗，曾勝出二級賽。

### 血統表
| 父線：金滿寶系（淘金者系）                 |                              |                 |                 |
| 種馬 龍王 2008年（棗色）                   | 夏威夷王 2001年（棗色）      | 金滿寶          | 淘金者          |
| 種馬 龍王 2008年（棗色）                   | 夏威夷王 2001年（棗色）      | 金滿寶          | Miesque         |
| 種馬 龍王 2008年（棗色）                   | 夏威夷王 2001年（棗色）      | Manfath         | 最後大官        |
| 種馬 龍王 2008年（棗色）                   | 夏威夷王 2001年（棗色）      | Manfath         | Pilot Bird      |
| 種馬 龍王 2008年（棗色）                   | Lady Blossom 1996年（棗色）  | 雷貓            | 雷鳥            |
| 種馬 龍王 2008年（棗色）                   | Lady Blossom 1996年（棗色）  | 雷貓            | Terlingua       |
| 種馬 龍王 2008年（棗色）                   | Lady Blossom 1996年（棗色）  | Saratoga Dew    | Cormorant       |
| 種馬 龍王 2008年（棗色）                   | Lady Blossom 1996年（棗色）  | Saratoga Dew    | Super Luna      |
| 繁殖雌馬 French Noir 2005年（棗色）        | French Deputy 1990年（栗色） | Deputy Minister | Vice Regent     |
| 繁殖雌馬 French Noir 2005年（棗色）        | French Deputy 1990年（栗色） | Deputy Minister | Mint Copt       |
| 繁殖雌馬 French Noir 2005年（棗色）        | French Deputy 1990年（栗色） | Mitterand       | Hold Your Peace |
| 繁殖雌馬 French Noir 2005年（棗色）        | French Deputy 1990年（栗色） | Mitterand       | Laredo Lass     |
| 繁殖雌馬 French Noir 2005年（棗色）        | Purple White 1996年（棗色）  | 富士奇蹟        | 週日寧靜        |
| 繁殖雌馬 French Noir 2005年（棗色）        | Purple White 1996年（棗色）  | 富士奇蹟        | Millracer       |
| 繁殖雌馬 French Noir 2005年（棗色）        | Purple White 1996年（棗色）  | Canopus         | Theatrical      |
| 繁殖雌馬 French Noir 2005年（棗色）        | Purple White 1996年（棗色）  | Canopus         | Heather Bee     |
| 雌系：Black Helen系（號族：1-s）           |                              |                 |                 |
| 五代內近親交配：雷利耶夫 5×5、北地舞人 5×5 |                              |                 |                 |

## 命名由來
名字中，Red（レッド）是馬主Tokyo Horse Racing Co. Ltd.之冠名，出自其綵衣的顏色紅色，le Zele（ルゼル）於法語中，意思即是「熱望」，香港翻譯時只取後半部分。

## 外部連結
- 熱望 netkeiba.com （页面存档备份，存于）
- 血統表 （页面存档备份，存于）